# Смарт, Энди
Энди Смарт (англ. Andy Smart; 16 июня 1959, Саутси, Гэмпшир — 16 мая 2023) — английский комик, актёр, писатель, участник телешоу.

## Биография
Энди Смарт родился 16 июня 1959 года в Англии. 
Смарт выступал в качестве гостя с The Comedy Store Players более 13 лет, а с 1995 года являлся постоянным участником. До прихода в "Плейерс" он был одним из игроков "Порочных мальчиков" вместе с Анджело Абелой. Вместе они выиграли в 1984 году премию Time Out Street Entertainer Award, а позже появились в программе LWT "Проснись, Лондон".
На шоу Грэма Нортона Мартин Фримен однажды упомянул, что Смарт спас его от подавления чипсами, используя маневр Хеймлиха.
В 2019 году он выпустил книгу о своей жизни и карьере "Заминка во времени: из Ливерпуля в Памплону в автомобильном путешествии протяженностью 72 000 миль"
Энди Смарт скончался 16 мая 2023 года в возрасте 63 лет; у Смарта была дочь Грейс и сын Джо.